# Weizmann-instituttet
Weizmann-instituttet (hebraisk: מכון ויצמן למדע Vaitzman LeMada) er et offentligt forskningsuniversitet i Rehovot i Israel. Universitetet blev grundlagt under navnet Daniel Sieff Research Institute i 1934, 14 år før grundlæggelsen af staten Israel. Det adskiller sig fra andre israelske universiteter ved alene at tilbyde postgraduate uddannelser i naturvidenskabelige og eksakte fag. Universitetet skiftede sit navn til det nuværende i 1949.